# Невкля
Не́вкля — село в Україні, у Городнянській міській громаді Чернігівського району Чернігівської області. Населення становить 337 осіб. До 2017 орган місцевого самоврядування — Моложавська сільська рада.
Поруч було зняте 2013 року з обліку с. Лозове.

## Історія
12 червня 2020 року, відповідно до розпорядження Кабінету Міністрів України № 730-р від «Про визначення адміністративних центрів та затвердження територій територіальних громад Чернігівської області», село увійшло до складу Городнянської міської громади.
19 липня 2020 року, в результаті адміністративно-територіальної реформи та ліквідації Городнянського району, село увійшло до складу Чернігівського району.

## Населення

### Мова
Розподіл населення за рідною мовою за даними перепису 2001 року:
| Мова       | Кількість | Відсоток |
| ---------- | --------- | -------- |
| українська | 330       | 97.92%   |
| російська  | 5         | 1.49%    |
| білоруська | 2         | 0.59%    |
| Усього     | 337       | 100%     |

## Природоохоронні об'єкти

### Пам'ятки природи
- Дуб Невклянський (с. Невкля)
- Дуб Невклянський (на південний схід від с. Невкля)
- Сосни Невклянські (південна околиця с. Невкля)

### Заказники
- Невклянська Дача-І
- Невклянська Дача-II